# Хогг
Острів Хогг, Хог  — найбільший із сотень островів на річці Ессекібо в Гаяні, він розташований всього за 5 км від гирла річки в її впадінні в Атлантичний океан.
З загальною площею 60 квадратних кілометрів (23 квадратні милі) цей острів більший за багато островів Карибського басейну. Його 250 мешканців займаються переважно вирощуванням рису та землеробством. Населення значно скоротилося через міграцію в інші частини Гаяни, проте на острові Хогг досі є початкова школа і церква.

## Історія
Раніше острів контролювали голландці, коли він був відомий як Варкен-Ейланд або Кабанячий острів, названий так через те, що на ньому мешкала велика кількість диких свиней. Потім у 1814 році після закінчення Наполеонівських воєн британці отримали контроль над голландськими колоніями: Демерара, Бербіс та Ессекібо, залишивши голландцям Суринам до 1975 року. Британці вирішили залишити назву острова, як і голландці - "Острів Хогг".

## Вітряк
Вітряк розташований на колишній плантації Ліксбург. Вітряк є єдиним збереженим млином у Гаяні, він був побудований у 1768 році. Національний траст Гаяни відреставрував млин у 2010 році, і він був оголошений національним пам'ятником.